# Lamon
Lamon (vènet Łamon) és un municipi italià, dins de la província de Belluno. L'any 2007 tenia 3.411 habitants. Limita amb els municipis d'Arsiè, Canal San Bovo (TN), Castello Tesino (TN), Cinte Tesino (TN), Fonzaso i Sovramonte.

## Administració
| Període | Identitat       | Partit        |
| ------- | --------------- | ------------- |
| 2004-   | Vania Malacarne | Llista cívica |